# Inhibiteur du protéasome

Structure chimique du bortézomib, le premier inhibiteur du protéasome autorisé.

Les inhibiteurs du protéasome sont des médicaments bloquant l'action des protéasomes, des complexes cellulaires impliqués dans la dégradation des protéines. Les inhibiteurs du protéasome sont utilisés pour le traitement de certains cancers, en particulier pour le traitement du myélome multiple.

## Exemples
- Le premier inhibiteur du protéasome non-peptidique découvert a été la lactacystine, une molécule naturelle[1].

- En 2004, le bortézomib est devenu le premier inhibiteur du protéasome à obtenir une autorisation de mise sur le marché en France. Il est commercialisé sous le nom de Velcade.

- Le MG132 est également un inhibiteur du protéasome couramment utilisé.

- L'ixazomib